# Stegosauria
O clado de dinossauros ornitísquios Stegosauria recebeu esse nome por causa do Stegosaurus, seu principal representante, e agrupa animais que possuíam diversas características em comum, como por exemplo:
- corpos sustentados por quatro patas;
- fileiras de enormes placas ósseas dispostas de ambos os lados da coluna vertebral;
- esporões na cauda.

As placas dorsais podem ter tido diversas funções, mas não se sabe com certeza qual era a principal. Algumas hipóteses dizem que serviam para aquecer o corpo como painéis solares, outras acreditam que teriam um propósito relacionado ao acasalamento e para impressionar machos em combates por poder.
Estegossauros eram dinossauros ornitísquios. Uma inovação evolutiva precoce foi o desenvolvimento de esporões na cauda como armas defensivas. Espécies posteriores tornaram-se maiores, e desenvolveram membros longos e longínquos que já não permitiam que eles corressem. Isso aumentou a importância da defesa ativa pelos esporões, o que poderia afastar até grandes predadores. Os estegossauros apresentavam conjuntos complexos de esporões e placas ao longo de suas costas, quadris e caudas. Seus pescoços tornaram-se mais longos e suas cabeças pequenas se tornaram estreitas, capazes de morder seletivamente as melhores partes das cicas com seus bicos. Quando esses tipos de plantas diminuíram na diversidade, os estegossauros também se tornaram extintos durante a primeira metade do período Cretáceo.
Os estegossauros conhecidos em Portugal são Miragaia longicollum e Stegosaurus sp.

## Taxonomia
- Craterosaurus?
- Gigantspinosaurus
- Jiangjunosaurus
- Paranthodon
- Regnosaurus?

### FamíliaHuayangosauridae
- Chungkingosaurus
- Huayangosaurus

### FamíliaStegosauridae
- Chialingosaurus
- Jiangjunosaurus
- Kentrosaurus
- Loricatosaurus
- Tuojiangosaurus

#### Subfamília Dacentrurinae
- Dacentrurus
- Miragaia

#### Subfamília Stegosaurinae
- Hesperosaurus
- Alcovasaurus
- Lexovisaurus
- Stegosaurus
- Wuerhosaurus
- Yingshanosaurus

## Velocidade
A velocidade máxima de estegossauros possivelmente estavam entre 6-8 km/h.